# Alabama State Route 265
Die Alabama State Route 265 (kurz AL 265) ist eine in Nord-Süd-Richtung verlaufende State Route im US-Bundesstaat Alabama.
Die State Route beginnt an der Alabama State Route 41 in Camden und endet in Beatrice an den Alabama State Routes 21 und 47. Sie wurde 1973 eröffnet und ersetzte die ehemalige County Road 39.